# Gunnar Kullendorff
Gunnar Kullendorff född 26 mars 1914 i Karlskrona och död 3 oktober 1993 i Lund. Han var läkare verksam inom området internmedicin och geriatrik.
Efter medicinstudier i Lund och kortare läkartjänstgöringar bl.a. i Hässleholm, Piteå och Karlstad kom han till Örebro år 1948. Först var han verksam som underläkare bl.a. på medicinkliniken vid dåvarande Örebro centrallasarett. När första etappen av Västra sjukhemmet stod klar 1952, blev Gunnar Kullendorff dess förste överläkare och chef. Han stannade på kliniken till sin pensionering 1979. Under större delen av 1970-talet var han blockchef, d.v.s. chef för den samlade långvården och rehabiliteringen inom Örebro läns landsting. Vidare var han under många år ordförande och sekreterare i Läkarförbundets örebroavdelning och flerårig ledamot av Försäkringskassans pensionsdelegation.
Kullendorff var en av de första som insåg rehabiliteringens betydelse även för äldre patienter. Han arbetade aktivt för moderna och tillräckliga vårdresurser även för äldre. Under hans tid som chef växte också kliniken från 120 till 240 vårdplatser. Moderna träningslokaler tillkom. Den lasarettsanslutna hemsjukvården och dagvården startade.
Gunnar Kullendorff engagerade sig tidigt i de neurologiskt sjuka och handikappades situation. I sin yrkesroll upplevde han de medicinska svårigheterna som drabbar många neurologiskt sjuka, framför allt de med multipel skleros (MS). Han var aktiv i Örebro läns MS-förening (numera Neuroförbundet) från starten.
Efter pensioneringen år 1979 stannade Kullendorff kvar i Örebro fram till 1982. Under åren 1979-82 var han verksam som personalläkare vid sin gamla arbetsplats. 1982 flyttade han tillbaka till studiestaden Lund, där var aktiv som läkare vid Stiftelsen Thulehem, där han också själv bodde.
Kullendorffs fritidsintressen var jakt, fiske och curling, förutom att han inom föreningslivet var aktiv inom Rotary och Concordia. För sina insatser i de äldres och handikappades tjänst, belönades han med Nordstjärneorden.